# ۷ (میلادی)
۷ (میلادی) هفتمین سال تقویم میلادی است.

## درگذشتگان
‎